# Thomas Potthast
Thomas Potthast (* 1963) ist ein deutscher Biologe und Philosoph.
Er ist Sprecher des Internationalen Zentrums für Ethik in den Wissenschaften (IZEW) an der Universität Tübingen.

## Werdegang
Nach dem Studium der Biologie und Philosophie in Freiburg und Tübingen (Diplom 1993) war er Stipendiat im DFG-Graduiertenkolleg „Ethik in den Wissenschaften“ und Wissenschaftlicher Mitarbeiter am IZEW. 1998 schloss er seine Promotion ab, die 1999 mit dem Titel „Die Evolution und der Naturschutz“ publiziert wurde.
1998–2001 war er Post-Doc am Max-Planck-Institut für Wissenschaftsgeschichte in Berlin und 2002 Feodor-Lynen-Fellow der Humboldt-Stiftung an der University of Wisconsin-Madison.
2010 habilitierte er sich und erhielt die Lehrbefugnis für das Fachgebiet Ethik, Theorie und Geschichte der Wissenschaften.
Im Wintersemester 2010/11 vertrat er den Lehrstuhl am Institut für Geschichte der Medizin, Naturwissenschaften und Technik der Friedrich-Schiller-Universität Jena. Im Mai 2012 folgte eine Ernennung zum außerplanmäßigen Professor.
Seit Dezember 2014 ist er gemeinsam mit Regina Ammicht Quinn Sprecher des IZEW. Im April 2016 übernahm er den Lehrstuhl von Eve-Marie Engels und ist seitdem Professor für Ethik, Theorie und Geschichte der Biowissenschaften an der Mathematisch-Naturwissenschaftlichen Fakultät, Fachbereich Biologie an der Universität Tübingen, sowie am IZEW.
Potthast ist seit 1. Januar 2020 Präsident der EuroNatur Stiftung mit Sitz in Radolfzell.

## Veröffentlichungen (Auswahl)
- Die Evolution und der Naturschutz. Zum Verhältnis von Evolutionsbiologie, Ökologie und Naturethik (= Campus-Forschung, Bd. 777). Campus-Verlag, Frankfurt/M. 1999, ISBN 3-593-36251-1 (Dissertation Universität Tübingen).
- (mit Uta Eser): Naturschutzethik. Eine Einführung für die Praxis. Nomos, Baden-Baden 1999, ISBN 3-7890-6016-X.
- (Hrsg.): Ökologische Schäden. Begriffliche, methodologische und ethische Aspekte (= Theorie in der Ökologie, Bd. 10). Lang, Frankfurt/M. 2004, ISBN 978-3-631-52849-5.
- (Hrsg.): Die richtigen Maße für die Nahrung (= Ethik in den Wissenschaften, Bd. 17). Francke, Tübingen 2005, ISBN 3-7720-8064-2.
- (Mithrsg.): Wem gehört der menschliche Körper? Ethische, rechtliche und soziale Aspekte der Kommerzialisierung des menschlichen Körpers und seiner Teile. Mentis, Paderborn 2010, ISBN 978-3-89785-671-4.
- (Mithrsg.): Climate change and sustainable development. Ethical perspectives on land use and food production. Academic publ., Wageningen 2012, ISBN 978-90-8686-197-2.
- (Hrsg.): Praktizierte Humanität im Krieg und bei Katastrophen. Das Rote Kreuz zwischen Anspruch und Wirklichkeit (= Materialien zur Ethik in den Wissenschaften, Bd. 9). IZEW, Tübingen 2013, ISBN 978-3-935933-10-0.
- (Mithrsg.): Abwägen und Abwenden. Zum "guten" Umgang mit ethischen Normen und Werten (= Tübinger Studien zur Ethik, Bd. 9). Narr Francke Attempto, Tübingen 2018, ISBN 3-7720-8666-7.
- (mit Bernd Herrmann u. Bernhard Glaeser): Humanökologie. Springer, Wiesbaden 2021, ISBN 978-3-658-32983-9.

Festschrift
- Cordula Brand u. a. (Hrsg.): "Ich lehne mich jetzt mal ganz konkret aus dem Fenster. Eine Festschrift für Thomas Potthast (= Materialien zur Ethik in den Wissenschaften, Bd. 23). Tübingen Library Publishing, Tübingen 2023, ISBN 978-3-946552-78-9.